# Piers Faccini
Piers Damian G. Faccini (1970) es un cantante, pintor y compositor inglés.

## Biografía
Hijo de padre italiano y madre inglesa, Faccini nació en Londres, Reino Unido. Cuando tenía cinco años se mudó con su familia a Francia. Su hermano es el novelista Ben Faccini.
En 1997, Faccini saltó a la escena musical londinense al cofundar el colectivo Charley Marlowe junto con la poetisa malaya Francesca Beard, el percusionista Frank Byng y el guitarrista Luc Suarez; se disolvieron en 2001 porque Faccini optó seguir en solitario. Leave no Trace fue su primer álbum en esta etapa de su carrera, lanzándose en 2004 por el sello francés Label Bleu. El Extended Play, The Streets of London, fue lanzado por Everloving Records en 2006; su segundo álbum, Tearing Sky fue producido por JP Plunier y en él participó Ben Harper, con el cual realizó una gira entre 2006-2008. Su tercer álbum, Two Grains of Sand, se lanzó en 2009, a través del sello francés Tot ou Tard, el cual se produjo con Renaud Letang. Su siguiente álbum, My Wilderness, fue lanzado en Six Degrees Records en el año 2011. Su quinto álbum, Between Dogs and Wolves, de 2013 y su sexto álbum, I Dreamed an Island, de 2016, fueron lanzados en su propio sello: Beating Drum. Su séptimo álbum, Shapes Of The Fall, fue lanzado el 2 de abril de 2021 y coproducido con Fred Soulard.
Faccini ha tenido muchas colaboraciones con músicos y cantantes, entre los que se encuentran Rokia Traore, Busi Mhlongo, Ben Harper, Ballake Sissoko, Vincent Ségal, Camille, Seb Martel, Patrick Watson, Dawn Landes e Ibrahim Maalouf, Canzoniere Grecanico Salentino, entre otros. En marzo de 2011, Faccini contribuyó con Patagonia Music Collective, participando con la Environmental Justice Foundation con sede en el Reino Unido.
Faccini también ha producido varios álbumes para otros artistas, como Ela de la cantante brasileña Dom La Nena, Northern Folk para Jenny Lysander y Terre de Mon Poème para Yelli Yelli.
En 2009, fue nominado para el premio de música independiente francesa, Le Prix Constantin, por su álbum Two Grains Of Sand. Fue votado álbum del año por los oyentes de la radio francesa, France Inter. Su álbum Songs of Time Lost, producido junto con Vincent Segal  estuvo entre los diez mejores álbumes de world music de NPR en 2014, y entre los 10 mejores álbumes de Songlines, también en 2014.

## Discografía[15]
| Título                                  | Año  | Posiciones pico | Posiciones pico |
| Título                                  | Año  | BEL TOP         | FRA             |
| --------------------------------------- | ---- | --------------- | --------------- |
| This Could Be You (con Charley Marlowe) | 2000 | —               | —               |
| Leave No Trace                          | 2004 | —               | —               |
| The Streets of London EP                | 2005 | —               | —               |
| Tearing Sky                             | 2006 | —               | 86              |
| Two Grains of Sand                      | 2009 | —               | 82              |
| My Wilderness                           | 2011 | 1               | 47              |
| Between Dogs and Wolves                 | 2013 | —               | 112             |
| Songs of Time Lost                      | 2014 | —               | 126             |
| Desert Songs EP (con Dawn Landes )      | 2016 | —               | —               |
| I Dreamed an Island                     | 2016 | —               | 129             |
| Shapes of the Fall                      | 2021 | —               | —               |
| Songs I Love Volume II                  | 2023 | —               | —               |